# 21014 Daishi
21014 Daishi (1988 TS1) là một tiểu hành tinh vành đai chính được phát hiện ngày 13 tháng 10 năm 1988 bởi T. Seki ở Geisei.